# دریاچه کراسنویه (چوکوتکا)
دریاچه کراسنویه (انگلیسی: Lake Krasnoye) یک دریاچه در ناحیه خودگردان چوکوتکای کشور روسیه است.